# Корейская армия (Япония)
Корейская армия (яп. 朝鮮軍 Тё:сэн-гун) — группировка японских войск, размещённая в генерал-губернаторстве Тёсэн.

## История
Во время русско-японской войны Япония оккупировала большую часть Корейской империи и 11 марта 1904 года разместила в Хансоне войсковую группировку — «Армию, находящуюся в Корее» (яп. 韓国駐剳軍 Канкоку тю:сацу-гун), формально — для защиты японского посольства и японских подданных, а в действительности с целью аннексии страны. После аннексии Кореи Японской империей в 1910 году эти войска были переименованы в Тёсэн тюсацугун, а 1 июня 1918 года — в Гарнизонную армию в Корее. Основной задачей этих войск была защита Корейского полуострова от возможного вторжения со стороны СССР, однако они также использовались для подавления политических и националистических выступлений в самой Корее. Гарнизонная армия в Корее также использовалась для поддержки Квантунской армии, когда та в 1931 году совершила несанкционированное вторжение в Маньчжурию. С 1941 года Гарнизонная армия в Корее стала подчиняться Главному командованию обороны.
В октябре 1942 года японские власти ввели военное обучение для корейцев (в возрасте от 17 до 21 года — по набору, а в возрасте от 21 до 30 лет — в качестве добровольцев). В 1943 году было организовано корейское отделение резервистов японской армии с филиалами в каждой провинции.
Во время развернувшегося наступления американо-английских войск на Тихом океане в марте 1944 года японские власти приняли меры по широкой мобилизации в армию населения Кореи. В соответствии с императорским указом о введении всеобщей воинской повинности предполагалось призвать в 1944 г. 210 тыс. корейцев. В дальнейшем, дислоцированные в Корее пехотные дивизии формирования 1944—1945 гг. имели свыше 15 процентов солдат корейской национальности.
К началу 1945 года Корейская армия (командование которой осуществлял генерал Й. Кодзуки) включала в себя три кадрированные дивизии и отдельные гарнизонные части, дислоцированные на территории Корейского полуострова, она находилась в непосредственном подчинении императорской ставки в Токио, но при возникновении необходимости предусматривалось подчинение всех войск в Корее главнокомандующему Квантунской армии.
22 января 1945 года было принято решение о переформировании Корейской армии и приказом ставки от 6 февраля 1945 года Корейская армия была официально преобразована в 17-й фронт со штабом в городе Кэйдзё. 26 февраля 1945 года ставка отдала приказ о проведении мероприятий по обеспечению боевой готовности в метрополии, в соответствии с которым на территории Японии и Кореи предусматривалось увеличение численности войск и создание к сентябрю 1945 года новых армейских частей. Первый этап мобилизации начался в конце февраля 1945 года и прошёл успешно (в конце февраля в Корее сформировали две дивизии береговой обороны и две отдельные смешанные бригады; для руководства этими соединениями в ходе второго этапа мобилизации был создан штаб 58-й армии на острове Чеджудо), второй этап мобилизации закончился в начале апреля 1945 года. 23 мая 1945 года начался третий этап мобилизации.

## Список командного состава

### Командующие
|    | Имя                               | С               | По              |
| -- | --------------------------------- | --------------- | --------------- |
| 1  | Генерал-лейтенант Харагути Кэнсай | 11 марта 1904   | 8 сентября 1904 |
| 2  | Маршал Хасэгава Ёсимити           | 8 сентября 1904 | 21 декабря 1908 |
| 3  | Генерал Окубо Харуно              | 21 декабря 1908 | 18 августа 1911 |
| 4  | Генерал Уэда Арисава              | 18 августа 1911 | 14 января 1912  |
| 5  | Генерал Андо Тэйби                | 14 января 1912  | 25 января 1915  |
| 6  | Генерал Игути Сэйго               | 25 января 1915  | 18 августа 1916 |
| 7  | Генерал Акияма Ёсифуру            | 18 августа 1916 | 6 августа 1917  |
| 8  | Генерал Мацукава Тоситанэ         | 6 августа 1917  | 24 июля 1918    |
| 9  | Генерал Уцуномия Таро             | 24 июля 1918    | 16 августа 1920 |
| 10 | Генерал-лейтенант Оба Дзиро       | 16 августа 1920 | 24 ноября 1922  |
| 11 | Генерал Кикути Синносукэ          | 24 ноября 1922  | 20 августа 1924 |
| 12 | Генерал Судзуки Сороку            | 20 августа 1924 | 2 марта 1926    |
| 13 | Генерал Мориока Морисигэ          | 2 марта 1926    | 5 марта 1927    |
| 14 | Генерал Каная Хандзо              | 5 марта 1927    | 1 августа 1929  |
| 15 | Генерал Минами Дзиро              | 1 августа 1929  | 22 ноября 1930  |
| 16 | Генерал-лейтенант Хаяси Сэндзюро  | 22 ноября 1930  | 26 мая 1932     |
| 17 | Генерал Кавасима Ёсиюки           | 26 мая 1932     | 1 августа 1934  |
| 18 | Генерал Уэда Кэнкити              | 1 августа 1934  | 2 декабря 1935  |
| 19 | Генерал Коисо Куниаки             | 2 декабря 1935  | 15 июля 1938    |
| 20 | Генерал Накамура Котаро           | 15 июля 1938    | 7 июля 1941     |
| 21 | Генерал Итагаки Сэйсиро           | 7 июля 1941     | 7 апреля 1945   |
| 22 | Генерал-лейтенант Кодзуки Ёсио    | 7 апреля 1945   | сентябрь 1945   |

### Начальники штаба
|    | Имя                                | С                | По               |
| -- | ---------------------------------- | ---------------- | ---------------- |
| 1  | Генерал-лейтенант Сайто Рикисабуро | 19 марта 1904    | 12 сентября 1904 |
| 2  | Генерал-лейтенант Отиаи Тоёсабуро  | 12 сентября 1904 | 7 апреля 1905    |
| 3  | Генерал Отани Кикудзо              | 7 апреля 1905    | 1 июня 1906      |
| 4  | Генерал-лейтенант Мута Кэйкуро     | 1 июня 1906      | 21 декабря 1908  |
| 5  | Генерал Акаси Мотодзиро            | 21 декабря 1908  | 15 июня 1910     |
| 6  | Генерал-лейтенант Сакакибара Сёдзо | 15 июня 1910     | 30 ноября 1910   |
| 7  | Генерал Сиба Кацусабуро            | 30 ноября 1910   | 28 сентября 1912 |
| 8  | Генерал Татибана Коитиро           | 28 сентября 1912 | 17 апреля 1914   |
| 9  | Генерал-лейтенант Фуруми Идзусио   | 17 апреля 1914   | 1 апреля 1916    |
| 10 | Генерал-лейтенант Сиродзу Аваси    | 1 апреля 1916    | 6 августа 1917   |
| 11 | Генерал-лейтенант Итикава Кэнтаро  | 6 августа 1917   | 1 ноября 1918    |
| 12 | Генерал-майор Оно Тоёси            | 1 ноября 1918    | 20 июля 1921     |
| 13 | Генерал-майор Ясумицу Кинъити      | 20 июля 1921     | 6 августа 1923   |
| 14 | Генерал-майор Акаи Харуми          | 6 августа 1923   | 2 марта 1926     |
| 15 | Генерал-лейтенант Хаяси Нариюки    | 2 марта 1926     | 26 августа 1927  |
| 16 | Маршал граф Тэраути Хисаити        | 26 августа 1927  | 1 августа 1929   |
| 17 | Генерал-лейтенант Накамура Котаро  | 1 августа 1929   | 22 декабря 1930  |
| 18 | Генерал Кодама Томоо               | 22 декабря 1930  | 1 августа 1933   |
| 19 | Генерал-майор Огуси Кэйкити        | 1 августа 1933   | 2 декабря 1935   |
| 20 | Генерал-майор Саэда Ёсисигэ        | 2 декабря 1935   | 1 декабря 1936   |
| 21 | Генерал-лейтенант Куно Сэйити      | 1 декабря 1936   | 1 марта 1938     |
| 22 | Генерал-лейтенант Китано Кэндзо    | 1 марта 1938     | 7 сентября 1939  |
| 23 | Генерал-лейтенант Като Римпэй      | 7 сентября 1939  | 1 марта 1941     |
| 24 | Генерал-лейтенант Такахаси Тан     | 1 марта 1941     | 9 июля 1942      |
| 25 | Генерал-лейтенант Ихара Дзюндзиро  | 9 июля 1942      | сентябрь 1945    |